# Favicon

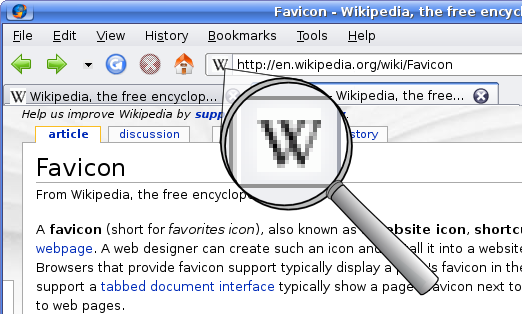
Favicon Вікіпедії

Favicon (скор. від favorites icon) — іконка сайту, що зображається поряд з адресою сайту в адресному рядку, біля заголовку сторінки у вкладці або в списку закладок браузера.
Традиційно використовується зображення розміром 16×16 пікселів у форматі файлу ICO, який зазвичай розташовується в корені сайту з назвою favicon.ico.

## Позначення іконки сайту на сторінці

Іконка сайту у вікні браузера Хром від Ґуґл.
Рядок 1 — вікна вкладок браузера;
рядок 2 — панель закладок.

Якщо в HTML коді сторінки іконка не призначена, більшість сучасних браузерів спробують знайти її самостійно в корені сайту, запитавши файл з назвою favicon.ico.
Щоб точно зазначити іконку сайту для сторінки, потрібно в секції head сторінки вказати тег link із адресою файлу, з зображенням потрібної іконки, в атрибуті href, наприклад, таким чином:
```
<link rel="shortcut icon" href="/imgs/favicon.png" type="image/png" />
```

## Таблиця підтримки форматів зображень для Favicon
| Браузер           | ICO | PNG | GIF | Анімований GIF | JPEG | APNG | SVG |
| ----------------- | --- | --- | --- | -------------- | ---- | ---- | --- |
| Google Chrome     | Так | 4.0 | 4.0 | Ні             | 4.0  | Ні   | Ні  |
| Internet Explorer | 4.0 | Ні  | Ні  | Ні             | Ні   | Ні   | Ні  |
| Mozilla Firefox   | Так | Так | Так | Так            | Так  | 3.0  | Ні  |
| Opera             | Так | Так | Так | Так            | Так  | Так  | 9.6 |
| Safari            | Так | 4.0 | 4.0 | Ні             | 4.0  | Ні   | Ні  |

## Використання
В таблиці наведено різні способи як вказати різним типам браузерів використовувати значок сайту.
|                                                                                         | Edge        | Firefox     | Google Chrome | Internet Explorer        | Opera         | Safari |
| --------------------------------------------------------------------------------------- | ----------- | ----------- | ------------- | ------------------------ | ------------- | ------ |
| <link rel="shortcut icon" href="http://example.com/myicon.ico" />                       | Так         | Так         | Так           | Так                      | Так           | Так    |
| <link rel="icon" type="image/vnd.microsoft.icon" href="http://example.com/image.ico" /> | Так         | Так         | Так           | Так (починаючи з IE 9)   | Так           | Так    |
| <link rel="icon" type="image/x-icon" href="http://example.com/image.ico" />             | Так         | Так         | Так           | Так (починаючи із IE 9)  | Так           | Так    |
| <link rel="icon" href="http://example.com/image.ico" />                                 | Так         | Так         | Так           | Так (починаючи із IE 11) | Так           | Так    |
| <link rel="icon" type="image/gif" href="http://example.com/image.gif" />                | Так         | Так         | Так           | Так (починаючи з IE 11)  | Так           | Так    |
| <link rel="icon" type="image/png" href="http://example.com/image.png" />                | Так         | Так         | Так           | Так (починаючи з IE 11)  | Так           | Так    |
| favicon.ico яка, розташована в корневій теці сайту                                      | Так         | Optional    | Так           | Так                      | Необов'язково | Так    |
| Пріоритет: знайдено в корені сайту або позначено на (X)HTML сторінці                    | На сторінці | На сторінці | На сторінці   | На сторінці              | ?             | ?      |

Якщо на сторінці присутнє посилання на іконки в обидвох форматах PNG та ICO, то браузери оберуть найбільш повний, виходячи із поточної роздільної здатності екрану пристрою.
Firefox та Safari покажуть ту іконку, яка була вказана найостаннішою.
Chrome для Mac покаже насамперед іконку в ICO форматі, якщо не знайде то в форматі 32×32.
Chrome for Windows will use the favicon that comes first if it is 16×16, otherwise the ICO. If none of the aforementioned options are available, both Chromes will use whichever favicon comes first, exactly the opposite of Firefox and Safari. Indeed, Chrome for Mac will ignore the 16×16 favicon and use the 32×32 version, only to scale it back down to 16×16 on non-retina devices. Opera will choose from any of the available icons completely at random.
Тільки SeaMonkey не може завантажити favicon.ico файли, якщо вони розташовані в корневій теці сайту.